# Maria Kuznietsova (atleta)
Maria Kuznietsova   (26 de març de 1932) és una atleta ucraïnesa, ja retirada, especialista en llançament de pes, que va competir sota bandera soviètica durant les dècades de 1950 i 1960.
En el seu palmarès destaca una medalla de plata al Campionat d'Europa d'atletisme de 1954, en finalitzar rere la seva compatriota Galina Zybina, i una medalla d'or i una de bronze al Festival Mundial de la Joventut i els Estudiants de 1954 i 1953 respectivament.

## Millors marques
- Llançament de pes. 16,15 metres (1962)[1]